# Yu Jin
En aquest nom xinès, el cognom és Yu.
Yu Jin (mort el 221 EC), nom estilitzat Wenze, va ser un general militar servint sota el senyor de la guerra Cao Cao durant la tardana Dinastia Han de la Xina. S'uní a Cao Cao en els primers anys de les guerres civils que conduïren al col·lapse de la Dinastia Han. Lluità en moltes de les campanyes que establiren la posició del seu senyor com una figura central dels Tres Regnes.
Malgrat haver-se rendit a les forces enemigues a la batalla de Fancheng, Yu Jin era considerat per Chen Shou, autor dels Registres dels Tres Regnes, com un dels cinc generals elits de Cao Wei, juntament amb Zhang Liao, Xu Huang, Yue Jin, i Zhang He.

## Biografia

### Inicis
Originari de Juping (巨平, sud-oest del que és avui en dia Tai'an, Shandong), Yu Jin primer s'uní a la força del govern de Yanzhou (兗州) en contra de la Rebel·lió dels Turbants Grocs a principis del 180. Quan Cao Cao prengué el control de Yanzhou en 193 (vegeu Batalla de Yanzhou), Yu Jin es convertí en un súbdit d'eixe senyor de la guerra i va ser posat sota el comandament del general Wang Lang (王朗). Wang Lang va ser impressionat pel talent de Yu Jin i el va recomanar a Cao Cao, que l'ascendí a comandant d'exèrcit. Yu Jin des de llavors va tenir importants papers en les campanyes en contra de Tao Qian (陶謙) en Xuzhou (徐州), Lü Bu en Puyang (濮陽), i les restes dels Turbants Grocs.

### Incident després de la retirada de Wancheng
En 197, després que Cao Cao perdé front Zhang Xiu a la batalla de Wancheng i es va retirar a Wuyin (舞陰, nord-oest del que ara és Qinyang, Henan), Yu Jin dirigí un centenar d'homes per retenir als perseguidors, tant enfrontant-se com enretirant-se per evitar una derrota. A mesura que l'exèrcit s'apropava a Wuyin, l'enemic minorava la seva persecució, donant-li l'oportunitat a Yu Jin de reorganitzar les seves tropes i tornar d'una manera més ordenada.
Fora Wuyin, això no obstant, Yu Jin veu al seu voltant una dotzena d'homes caminant per la carretera, ferits i despullats. Quan els preguntà, li contestaren que els havia robat l'Exèrcit Qingzhou. L'Exèrcit Qingzhou era el nom donat als antics rebels del Turbant Groc que es va rendir a Cao Cao a Qingzhou (青州). L'enfurismat Yu Jin dirigí les seves tropes per atacar als bandits fanàtics, que ràpidament anaren a Cao Cao a acusar Yu Jin de traïció.

### L'Incident de Chang Xi
Després que Cao Cao va derrotar el senyor de la guerra rival Yuan Shao a la decisiva batalla de Guandu en el 200, Yu Jin fou ascendit a segon general pel coratge mostrat en la batalla. A mesura que els hereus de Yuan Shao eren erradicats, Chang Xi (昌豨), un senyor de la guerra local que s'havia rendit anteriorment, es revoltà de nou. Yu Jin es va desplegar amb un exèrcit per sufocar la revolta. Com n'eren antics amics, Chang Xi llavors es lliurà a Yu Jin. Molts suggeriren que Chang Xi hauria de ser enviat a Cao Cao, però Yu Jin els amonestà, dient, "No sabeu que la llei del nostre senyor és que eixos que es lliuren després d'haver estat assetjats no són perdonats?" Yu Jin es va trobar personalment amb Chang Xi per comunicar-li les seves paraules de comiat amb llàgrimes, Yu Jin llavors n'ajusticià als revoltats. Quan Cao Cao sentí d'açò, va respectar inclús més a Yu Jin i l'ascendí més tard a General amb la Força d'un Tigre (虎威將軍).
D'aleshores ençà, sempre que Cao Cao personalment dirigira una campanya a l'estranger, Yu Jin seria situat en el front com a comandant d'avantguarda.

### La vida com a captiu
En 219, Cao Ren va ser assetjat pel general de Liu Bei, Guan Yu, a la ciutat de Fan (樊城). Yu Jin, que llavors ja havia ascendit a General de l'Esquerra (左將軍), va ser enviat al rescat, juntament amb Pang De, que s'acabava d'unir a l'exèrcit de Cao Cao. A l'arribar la tardor, això no obstant, un llarg període de fortes pluges va inundar el riu Han pròxim a la ciutat, ofegant a la majoria de les forces de socors. Yu Jin i Pang De pujaren a un segment encara no submergit del dic i feren una última parada. Quan Guan Yu va arribar a on estaven a bord d'un vaixell gran, Yu Jin es va rendir, però Pang De, negant-se a cedir, va ser capturat i ajusticiat. Cao Cao sentí parlar d'això i va estar afligit durant molt de temps, dient: "He conegut Yu Jin durant tres dècades. Com podria haver mostrat menys coratge que Pang De davant la mort?"
Quan el senyor de la guerra Sun Quan va derrotar a Guan Yu eixe mateix any, ell mantingué a Yu en el seu territori. Durant la seva estada a Wu Oriental, Yu va ser tractat amb respecte per Sun, però a l'hora, va ser seriosament ridiculitzat per l'oficial franc de Sun, Yu Fan, en diverses ocasions. Després de la mort de Cao Cao en el 220, Cao Pi es va proclamar a si mateix el primer emperador de l'estat de Cao Wei. Sun Quan llavors va jurar filiació i tornar Yu a Cao Wei. En eixos moments, això no obstant, Yu ja era un ancià fràgil amb el cap ple de cabell blanc.

### Mort
Cao Pi el restituí com General Pacificant les Fronteres (安遠將軍) i va tractar de manar-lo de tornada a Wu Oriental com a enviat. Abans de marxar, Yu va ser instruït per viatjar a Ye per a presentar els seus respectes a la tomba de Cao Cao. Quan Yu n'arribà, es va trobar que l'emperador havia ordenat a uns artistes de pintar a la tomba, escenes de la Batalla de Fan, en les quals Yu era mostrat suplicant per la seva vida i sucumbint al victoriós Guan Yu, mentre Pang De era mostrat morint de forma honorable. En veure el mural, Yu estava tan ple de lamentacions que emmalaltí i va morir aviat. Se li va atorgar el títol pòstum de Marquès Li (厲侯), perquè la gent ho recordarà com el marquès de pedra.

## Anotacions
1. ↑  暴慢無親曰厲。殺戮無辜曰厲。 Hi ha dues possibilitats perquè a algú se li atorgue el títol pòstum com "Li": Ser de sang freda i arrogant, o massacrar a persones innocents. Vegeu Llibre perdut de Zhou. Normes sobre l'assignació d'un nom pòstum.